# Seznam tangerských biskupů a arcibiskupů
Seznam biskupů, apoštolských prefektů, apoštolských vikářů a arcibiskupů v Tangeru

## Biskupové maročtí (1468–1570)
- Nunius Álvarez, O.S.B. (1468/1469 – 1491 zemřel)
- Diego de Ortiz de Vilhegas (1491 – 1500 jmenován biskupem Diecéze Cádiz a Ceuta)
- João Lobo (1500 – 1508 zemřel)
- Nicolas Pedro Méndez (1523 – 1542 zemřel)
- Gonçalo Pinheiro (1542 – 27. června 1552 jmenován biskupem Diecéze Viseu)
- Francisco Guaresma, OFM (1557 – 1570 jmenován biskupem Diecéze Ceuta a Tanger)

## Biskupové diecéze Ceuta a Tanger (1570–1613)
- Francisco Guaresma, OFM (1570 – 1576 zemřel)
- Manuel de Seabra (1576 – 1583 jmenován biskupem diecéze Miranda
- Diego Corrêa de Souza (1585 – 1598 jmenován biskupem diecéze Portalegre)
- Hector Valladares Sotomayor (1598 – 1600 zemřel)
- Jerónimo de Gouvea, OFM (1601 – 1602 rezignoval)
- Agostinho Ribeiro (1603 – 1613 jmenován biskupem Diecéze Angra)

Od roku 1613 byl diecéze přeměněna na diecézi Ceuta (do r. 1851)

## Apoštolstí prefekti Maroka (1630–1649)
- Antonio de Aguilar (1630 – 1632 zemřel, v letech 1613 – 1632 též biskup Ceuty)
- Gonçalvo (Gonzalo) da Silva (1632 – 1649 zemřel, v letech 1632 – 1645 též biskup Ceuty)

V roce 1649 byla apoštolská prefektura zrušena a z Maroka se stala titulární diecéze marocká.

## Apoštolští vikáři v Maroku (1908–1956)
- Francisco María Cervera y Cervera, OFM (1908 – 26. březen 1926 zemřel)
- José María Betanzos y Hormaechevarría, OFM (17. červenec 1926 – 27. prosinec 1948 zemřel)
- Francisco Aldegunde Dorrego, OFM (27. prosinec 1948 – 14. listopadu 1956 jmenován arcibiskupem tangerským)

## Arcibiskupové tangerští (od roku 1956)
- Francisco Aldegunde Dorrego, OFM † (14. listopadu 1956 – 17. prosinec 1973 rezignoval)
- Carlos Amigo Vallejo, OFM (17. prosinec 1973 – 22. květen 1982 jmenován arcibiskupem sevillským)
- José Antonio Peteiro Freire, OFM † (2. červenec 1983 – 23. březen 2005 rezignoval)
- Santiago Agrelo Martínez, OFM, od 11. dubna 2007